# Текст (фильм)
«Текст» — российский криминально-драматический психологический триллер режиссёра Клима Шипенко, экранизация романа-бестселлера «Текст» (2017) писателя Дмитрия Глуховского, который сам адаптировал свой роман в киносценарий. Фильм рассказывает о бывшем заключённом Илье Горюнове, который мстит полицейскому Петру Хазину, подбросившему ему наркотики, и в результате получает доступ к его смартфону. Вместе с ним он получает доступ и к жизни героя, и на время становится для всех Хазиным, отправляя сообщения его начальству, родителям и девушке Нине, в которую влюбляется и сам.
Главные роли исполняют Александр Петров, Иван Янковский и Кристина Асмус. В России фильм вышел в широкий прокат 24 октября 2019 года. Окупив свой бюджет, фильм добился успеха в прокате и получил в целом положительные отзывы российских кинокритиков.
Четырёхкратный лауреат премии «Золотой орёл» (2020): за «Лучший игровой фильм», «Лучшую мужскую роль в кино» (Александр Петров), «Лучшую мужскую роль второго плана» (Иван Янковский) и «Лучший монтаж фильма» (Тим Павелко). Лауреат премии «Ника» (2020) в категории «Лучшая сценарная работа» (Дмитрий Глуховский). Лауреат премии Ассоциации продюсеров кино и телевидения (2020) за «Лучший полнометражный фильм».
3 июля 2020 года на видеосервисе «Start» вышла расширенная версия фильма — пятисерийный сериал «Текст. Реальность».

## Сюжет
В подмосковной Лобне вместе с матерью живёт двадцатилетний Илья Горюнов. Илья — студент филологического факультета МГУ; мать Ильи, воспитавшая сына одна, учительница русского языка и литературы. Отмечая окончание сессии, действуя наперекор матери, Илья отправляется со своей девушкой Верой в московский клуб «Рай». Неожиданно в клуб врывается наркополиция ФСКН с рейдом: у Ильи и Веры наркотиков не было, но Веру всё равно задерживает сотрудник в штатском Пётр Хазин. Илья пытается воспрепятствовать задержанию Веры и оскорбляет задержавшего её Хазина, и в отместку молодой офицер подбрасывает ему кокаин. В итоге Илью сажают в колонию на семь лет по ложному обвинению в сбыте наркотиков.
В 2019 году, отбыв весь срок, Илья возвращается в Лобню к матери, однако узнаёт, что она умерла от сердечного приступа за день до его возвращения. Он приезжает к бывшей девушке Вере, за которую когда-то заступился, но она отказывается с ним общаться; также Илья встречается со старым другом Серёгой, но понимает, что они стали друг другу чужими. Находясь в колонии, Илья следил за страницами Хазина в социальных сетях: полицейский за это время добился повышения по службе и живёт обеспеченной и насыщенной жизнью. Илья тяжело переживает смерть матери и тот факт, что он был несправедливо посажен на семь лет, и, напившись, решает встретиться с обидчиком, чтобы спросить, за что тот так поступил с ним. Из поста в «Инстаграме» Хазина Илья узнаёт, в какой он отправляется клуб, они встречаются, и у них происходит драка, в ходе которой Горюнов случайно убивает Хазина. Илья мечется по близлежащей территории в поисках места, куда можно спрятать труп, и в итоге сбрасывает тело Хазина в канализационный люк, а его пистолет и телефон забирает с собой.
На следующее утро Илья с трудом вспоминает события прошлой ночи: он обнаруживает пистолет и телефон, на котором высвечивается пропущенный вызов от некоего Дениса Сергеевича и сообщение от матери Хазина. Он вспоминает пароль, который Хазин выводил на экране телефона перед смертью. Чтобы создать видимость, что Хазин жив, и выиграть время, Илья переписывается с родителями, девушкой и начальником Хазина. Из переписки Хазина Илья узнаёт, что у него должна состояться сделка по продаже наркотиков, которые Пётр ранее конфисковал у злоумышленников. Илья хочет провести эту сделку вместо Хазина, притворившись его курьером, а на вырученные деньги похоронить мать и сбежать от правосудия в Колумбию. В телефоне Хазина Илья находит исчерпывающую информацию о нём: о его преступных сделках, об отношениях с девушкой Ниной и родителями. Постепенно Илья сам начинает отождествлять себя с Хазиным: он влюбляется в его девушку и решает внутрисемейные проблемы Петра через экран смартфона, постепенно начиная понимать своего врага.
Вскоре Илья встречается с Магомедом, чтобы забрать 300 тысяч евро в качестве оплаты за товар, который, по словам Ильи, привезёт другой курьер, а он лишь приехал забрать деньги и передать их Хазину. Магомед сообщает Илье, что Хазину лучше поторопиться, чтобы наркотики доставили к трём часам, иначе сначала будет убита Нина, а вечером и сам Хазин, который, на самом деле, мёртв уже несколько дней и недавно был обнаружен полицией. Илья уходит, и на руках у него оказывается большая сумма денег, а, значит, появляется возможность похоронить мать и уехать в Колумбию, однако его беспокоит тот факт, что из-за него может погибнуть Нина.
Илье предстоит принять сложное решение — уехать из страны с крупной суммой денег, или вернуть деньги, тем самым спасая Нину, но обрекая свою жизнь. Он возвращает деньги Магомеду и сообщает, что Хазин мёртв, и сделка отменяется. Илья возвращается к себе домой, замечая во дворе тонированную машину со слежкой. Полиция вычисляет Илью, и он гибнет во время штурма его квартиры.
В сцене во время титров Нина с уже повзрослевшей дочерью приходит на могилу к Илье и его матери.

## В ролях
| Актёр                  | Роль                                                      |
| ---------------------- | --------------------------------------------------------- |
| Александр Петров       | Илья Горюнов, бывший заключённый и бывший студент-филолог |
| Иван Янковский         | сотрудник МВД Пётр Хазин, бывший сотрудник ФСКН           |
| Кристина Асмус         | Нина Левковская, девушка Хазина                           |
| Максим Виноградов      | Серёга, друг Горюнова                                     |
| Софья Озерова          | Вера, бывшая девушка Горюнова                             |
| Софья Карпунина        | сотрудница турагентства                                   |
| Кирилл Нагиев          | Гоша, друг Хазина                                         |
| Елена Павлова          | учительница Тамара Горюнова, мать Горюнова                |
| Арслан Мурзабеков      | покупатель товара Мага                                    |
| Адам Кубов             | покупатель товара Иса                                     |
| Елена Финогеева        | мать Пети                                                 |
| Марина Клещёва         | соседка Горюновых                                         |
| Виталий Хаев           | сотрудник ФСБ Денис Сергеевич                             |
| Александра Белоглазова | Ксюша, бывшая девушка Хазина                              |
| Владимир Капустин      | таксист                                                   |

## Создание

### История экранизации
Роман «Текст» Дмитрия Глуховского вышел в 2017 году и позже был переведён более чем на 20 языков. В течение недели после выхода книги Глуховский получил около десяти предложений об экранизации, в том числе от Александра Роднянского и Тимура Бекмамбетова, который хотел снять фильм в жанре «screenlife». Предложения также поступали из США, Италии и Южной Кореи. 21 октября 2019 года Глуховский сообщил, что параллельно с российской компанией права на экранизацию были приобретены кинокомпанией из США.

### Съёмки
В начале съёмок Глуховский предложил режиссёру Климу Шипенко уже имеющийся у него киносценарий «Текста», который режиссёр попросил подкорректировать в некоторых моментах. Из-за напряжённого командировочного графика Глуховскому удалось побывать на съёмочной площадке фильма всего несколько раз. Он неоднократно встречался с режиссёром и обсуждал с актёрами их роли, а также сыграл в эпизоде фильма роль пассажира метро.
Съёмки проходили в январе—марте 2019 года. Сцены на улицах, в метро и электричках были сняты без перекрытия съёмочной площадки, среди обычных прохожих и пассажиров и без использования массовки. Некоторые сцены были сняты с помощью полускрытой камеры, встроенной в переноску для животных.
Вместо Лобни был снят город Дзержинский Московской области, также съёмки проходили в Москве и на Мальдивских островах. Съёмки в квартире Горюновых проходили в обычном жилом доме города Дзержинского. Сцена в канализации снималась в настоящей канализации в московском районе Тропарёво-Никулино на глубине около 10 метров. Сцены в метро проходили в московском метрополитене после процесса согласования. Свою героиню Нину Кристина Асмус также играет в одноимённой постановке театра имени Ермоловой.
Сцена после убийства Хазина и последующая сцена сокрытия трупа были сняты одним планом с первого дубля и являются импровизацией Александра Петрова: c режиссёром была обговорена только траектория движения его героя. В результате в кадр попали случайные прохожие, и Александр Петров это также обыграл. Впоследствии были отсняты ещё дубли, но оказалось, что импровизационный дубль вышел самым удачным.

### Саундтрек
Рэпер Баста, посмотрев фильм, написал для него композицию «Страшно так жить», режиссёром клипа Басты выступил Клим Шипенко. Баста записал песню вместе с Александром Петровым, который исполнил куплет, а также снялся в видеоклипе в образе своего героя Ильи Горюнова.

## Релиз

### Премьера
24 октября 2019 года фильм вышел в широкий прокат в России. Премьера фильма на телевидении состоялась 8 января 2020 года на телеканале «Кинопремьера».

### Сериал «Текст. Реальность»
3 июля 2020 года на видеосервисе «Start» вышел пятисерийный веб-сериал «Текст. Реальность», который представляет собой расширенную версию фильма и содержит невошедшие сцены.

## Отзывы
Автор романа Дмитрий Глуховский в интервью «Профисинема» сказал, что, в целом, считает экранизацию очень удачной. По его словам, единственная вещь, которую он хотел бы сохранить в экранизации и которая не вошла в фильм, — это сны главного героя. По словам Глуховского, экранизация для него — это, в большей степени, способ распространения его истории, и у фильма нет задачи подменить роман, который остаётся в доступе читателей.
Журналист Юрий Дудь в своём блоге похвалил актёрскую работу Александра Петрова и сказал, что фильм ему понравился почти во всём.
Редакция сайта «КиноПоиск» по итогам года внесла «Текст» в список «Лучших фильмов 2019 года», а также в список «20 главных фильмов 2010-х». На сайте «Кинопоиск» «Текст» вошёл в тройку лучших российских фильмов 2019 года: при подведении итогов учитывался пользовательский рейтинг фильма и количество проголосовавших.
Фильм содержит ненормативную лексику, на что «влияет контекст и тяготение к бытовому реализму».

## Награды и номинации

### Награды
- 2019 — Кинофестиваль российского кино в Онфлёре: приз Франсуа Шале за лучший сценарий (Дмитрий Глуховский), приз за лучшую мужскую роль (Александр Петров и Иван Янковский)[32]
- 2019 — Премия «Событие года» журнала «Кинорепортёр» (THR Russia): главный приз «Проект года» за лучший фильм, приз «Актёр года» (Александр Петров)[33]
- 2020 — Премия «Золотой орёл»[34]:
  - награда за лучший игровой фильм
  - награда за лучшую мужскую роль в кино (Александр Петров)
  - награда за лучшую мужскую роль второго плана (Иван Янковский)
  - награда за лучший монтаж фильма (Тим Павелко)
- 2020 — Премия Ассоциации продюсеров кино и телевидения за «Лучший полнометражный художественный фильм»[10]
- 2020 — Премия «Ника» за лучшую сценарную работу (Дмитрий Глуховский)[9]

### Номинации
- 2019 — Премия «Золотой единорог»: номинация за «Лучший фильм» и «Лучшего актёра» (Александр Петров)[35]
- 2019 — Кинофестиваль российского кино «Спутник над Польшей»: номинация за лучший фильм[36]
- 2020 — Премия «Золотой орёл»: номинация за лучшую режиссёрскую работу (Клим Шипенко) и лучшую музыку (Николай Ростов)